# Porter (Indiana)
Porter é uma cidade  localizada no estado americano de Indiana, no Condado de Porter.

## Demografia
Segundo o censo americano de 2000, a sua população era de 4972 habitantes.
Em 2006, foi estimada uma população de 5313, um aumento de 341 (6.9%).

## Geografia
De acordo com o United States Census Bureau tem uma área de
17,1 km², dos quais 16,3 km² cobertos por terra e 0,8 km² cobertos por água.

## Localidades na vizinhança
O diagrama seguinte representa as localidades num raio de 12 km ao redor de Porter.